# Mișu Negrițoiu
Mișu Negrițoiu (n. 26 mai 1950, comuna Dăbuleni, județul Dolj) este un economist român, fost ministru de stat pentru coordonare, strategie și reformă (1992-1993) și fostul președinte al ASF România. Mișu Negrițoiu a fost deputat în legislatura 1996-2000.

## Cariera sa până la Revoluție
Mișu Negrițoiu s-a născut la data de 26 mai 1950 în comuna Dăbuleni (județul Dolj). A absolvit cursurile Facultății de  Comerț Exterior din Academia de Studii Economice din București (1973) și apoi cursurile la "fără frecvență" ale Facultății de Drept din cadrul Universității București (1980). A obținut titlul de doctor în științe economice la ASE București în anul 1995, cu teza "Investițiile străine și tranziția la economia de piață", sub conducerea științifică a prof. dr. Alexandru Puiu.
După absolvirea facultății, lucrează între anii 1973-1990 ca economist în comerțul exterior la ILEXIM, Arpimex și Ministerul Comerțului Exterior. Repartizat inițial la ILEXIM, o întreprindere care exporta mic mobilier și artizanat mai ales în Germania, a avut prilejul să călătorească în străinătate și a urmat în paralel și dreptul la cursul fără frecvență.
Transferat în cadrul Departamentului de analiză economică de la Ministerul Comerțului Exterior, a fost numit în anul 1982 ca înlocuitor temporar al șefului Agenției economice românești din New York, apoi al șefului Biroului comercial din Los Angeles. În anul 1984, devine atașat olimpic al României la Jocurile Olimpice de Vară de la Los Angeles. După revenirea în țară, susține un examen de promovare pentru rangul de consilier II, după care obține o bursă GATT de patru luni la Geneva.
În anul 1985, este numit în funcția de director la întreprinderea Arpexim, care se ocupa cu exportul și importul de pielărie și încălțăminte (fosta fabrică de tăbăcărie Dâmbovița), dar a fost înlocuit din funcția după o perioadă scurtă, apoi reinstalat imediat după 22 decembrie 1989 de comitetul revoluționar din întreprindere.
Întrebat de presă dacă a colaborat cu Securitatea, Mișu Negrițoiu a răspuns: „O, în nici un caz. I-au zis unii lui Voiculescu că toți cei care au lucrat în comerțul exterior ar fi colaborat cu Securitatea. Dar diferența e că numai el a ajuns miliardar“ .

## Activitate politică
După Revoluția din decembrie 1989, este numit în martie 1990 ca șef al Secției economice de la New York a Ambasadei României în SUA, apoi în perioada 18 octombrie 1990 - 19 noiembrie 1992 îndeplinește funcția de președinte (cu rang de secretar de stat) al Agenției Române de Promovare a Investițiilor Străine și Asistenței Economice din Străinătate, reorganizată prin HG 182/20 martie 1991 în Agenția Română de Dezvoltare, ca departament în subordinea directă a Guvernului. Se înscrie ca membru în PDSR (actualul Partid Social Democrat).
În perioada 19 noiembrie 1992 - 27 august 1993 a fost ministru de stat, președinte al Consiliului de Coordonare, Strategie și Reformă în Guvernul Nicolae Văcăroiu, un organism care în teorie ar fi trebuit să coordoneze aplicarea programului de guvernare și de reformă al Cabinetului Văcăroiu. Metodic și eficient, pune în funcțiune mecanismul de coordonare al politicilor ministerelor, dar autoritatea, competența și determinarea președintelui consiliului sunt văzute cu ochi răi de unii, o parte a presei începând să vorbească de un "guvern bicefal'. Confruntat cu opoziția unor oameni politici și directori de întreprinderi de stat cu privire la adoptarea unor măsuri de liberalizare a pieței valutare sau a dobânzilor care fuseseră convenite prin acordurile cu FMI, Negrițoiu demisionează din guvern și este numit, începând cu 1 septembrie 1994 , în funcția de consilier prezidențial pentru probleme economice și de reformă (cu rang de ministru) și coordonator al Grupului Consultativ pe probleme economico-sociale pe lângă Președintele României, Ion Iliescu.
În urma alegerilor parlamentare din 3 noiembrie 1996, Mișu Negrițoiu a fost ales ca deputat de județul Dolj pentru legislatura 1996-2000, pe listele PDSR. În această calitate, a fost membru al Comisiei pentru politică economică, reformă și privatizare, demisionând din Parlamentul României la data de 5 mai 1997 și fiind înlocuit de către Mihai Nicolescu. „M-a copleșit deșertăciunea rolului pe care îl aveam ca deputat: în teritoriu, alegătorii îmi cereau locuri de muncă sau se plângeau că au pierdut procese, iar în Parlament mai mult se pierdea vremea", rememorează acele vremuri Mișu Negrițoiu .

## Bancher
În mai 1997, demisionează din Parlament și trece în sectorul privat, la banca anglo-olandeză ING Barings, cu funcția de corporate finance manager. În anul 1999 este promovat ca vicepreședinte și director general adjunct al băncii ING România. La 1 august 2006, Mișu Negrițoiu a preluat poziția de director general al ING Bank România și de președinte al Comitetului pe Țară al ING România, grup financiar care include banca ING Bank România, compania de asigurări de viață și pensii ING Asigurări de Viață (Nederlanden), societatea de factoring ING Commercial Finance, societatea de leasing ING Lease și societatea de investiții imobiliare ING Real Estate Investment Management. Negrițoiu devine astfel primul bancher autohton care preia conducerea executivă a unei mari bănci cu acționar majoritar străin. În acel moment, ING era a patra bancă de pe piața din România după valoarea activelor, cu o cotă de piață de 6,3%.
„Dacă aș fi rămas în partid, aș fi avut șanse la o carieră politică, însă din punct de vedere personal era extrem de anevoios să continuu în postura de "sărac și cinstit", pentru că nu am avut nici o afacere și nici n-am fost niciodată adeptul "vămuirii" când dețineam o funcție publică.”—Mișu Negrițoiu
De asemenea, Mișu Negrițoiu este membru în mai multe asociații profesionale cum ar fi: președinte al Consiliului de Administrației al Fundației Internaționale de Management (FIMAN), al Școlii Superioare de Management (MBA canadian) și al Institutului de Comerț Internațional (World Trade Institute), membru al Consiliului Internațional Consultativ al Centrului pentru Studierea Politicilor Europene (CEPS- Bruxelles) și membru fondator al Societății Române de Economie (SOREC).
În paralel cu activitatea profesională, el desfășoară și o activitate didactică fiind profesor universitar asociat al Facultății de Relații Economice Internaționale din cadrul ASE București. I s-a decernat titlul academic de Doctor honoris causa al Universității Hertdfordshire (Anglia).
Declară că are o atitudine conservatoare față de risc, nu investește pe piața bursieră, nu are afaceri proprii (cu excepția unei mici ferme de albine Apicornu, în care a investit 10.000 dolari și pe care a lichidat-o fiindcă nu a găsit clienți) și deține o singură proprietate în comuna Cornu.
Mișu Negrițoiu este căsătorit și are doi copii: un băiat care a absolvit Duke University și care lucrează la Microsoft și o fată care a absolvit Taft University și care lucrează într-o firmă de comerț din Baltimore.

## Venituri
Mișu Negrițoiu, președintele Autorității de Supraveghere Financiară (ASF), a câștigat în 2013, în calitate de președinte ING Bank suma de 2.273.347 de lei, respectiv 189.445 de lei lunar (43.000 de euro, la un curs de 4,4 lei/euro).

## Cărți publicate
- Investițiile străine și tranziția la economia de piață (Ed. ASE București, 1995)
- Salt înainte - investițiile străine directe și dezvoltarea (Ed. Expert, 1996)
- Finanțarea internațională – instrumente, mecanisme și instituții (Ed. Expert) - coordonator
- Rolul investițiilor străine directe în strategia națională de dezvoltare economică (Ed. ASE București, 1999)